# 柯尊洪
柯尊洪（1954年—），四川雅安天全县人，汉族，中华人民共和国政治人物、第十二届全国人民代表大会四川地区代表。
毕业于四川医学院药学系。加入中国共产党。担任成都康弘药业集团董事长。2008年起担任全国人大代表。2013年，担任全国人大代表。